# Lauchhammer
Lauchhammer (dolnołuż. Łuchow) – miasto we wschodnich Niemczech w kraju związkowym Brandenburgia, w Łużyckim Zagłębiu Węglowym. Według danych z 31 grudnia 2008 r. miasto zamieszkiwały 17 593 osoby.

## Współpraca zagraniczna
- Rumunia: Târgu Jiu